# S/2006 S1
S/2006 S1 is een  retrograad bewegend maantje van Saturnus. De ontdekking werd aangekondigd door Scott S. Sheppard, David Jewitt, Jan Kleyna en Brian Marsden op 26 juni 2006 uit waarnemingen die zijn gedaan tussen 4 januari en 30 april 2006... De maan beweegt op ruime afstand van Saturnus en heeft 2 jaar en 8 maanden nodig om een omwenteling om die planeet te maken.
Deze maan is niet meer gezien sinds de ontdekking in 2006 en werd anno 2012 als verloren beschouwd.